# Князєва Ганна Василівна
Ганна Василівна Князєва (1901, місто Нитва, тепер Пермського краю, Російська Федерація — ?) — радянська державна діячка, вчителька російської мови і літератури середньої школи № 27 міста Іжевська Удмуртської АРСР. Депутат Верховної ради СРСР 3—4-го скликань.

## Життєпис
Народилася в родині робітника. У 1913 році закінчила початкову школу та вступила до гімназії. Закінчила школу ІІ ступеня і почала працювати вчителькою Григор'євської сільської школи Пермської губернії.
У 1920—1925 роках — студентка філологічного факультету Пермського державного університету.
У 1925—1932 роках — вчителька російської мови і літератури семирічної школи міста Нитва Пермської губернії.
У 1932—1934 роках — вчителька російської мови і літератури середньої школи міста Глазова Удмуртської АРСР.
У 1934 — після 1955 року — вчителька російської мови і літератури середньої школи № 27 міста Іжевська Удмуртської АРСР.
Подальша доля невідома.

## Нагороди
- орден «Знак Пошани»
- медалі